# Zlatno (Nitra)
|  | No s'ha de confondre amb Zlatno (Banská Bystrica). |

Zlatno és un poble i municipi d'Eslovàquia que es troba a la regió de Nitra, al sud-oest del país. La primera menció escrita de la vila es remunta al 1038.

## Galeria d'imatges

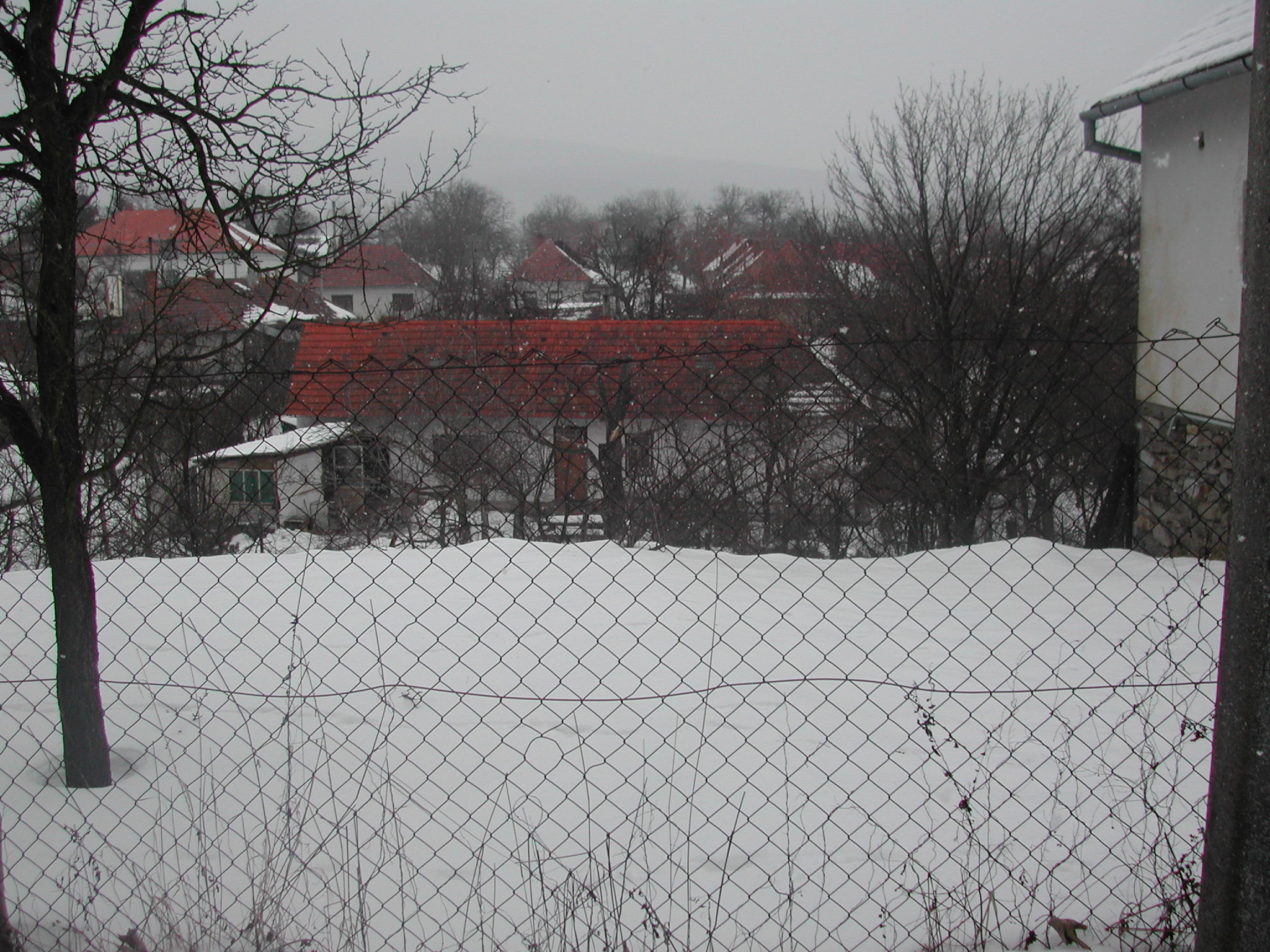
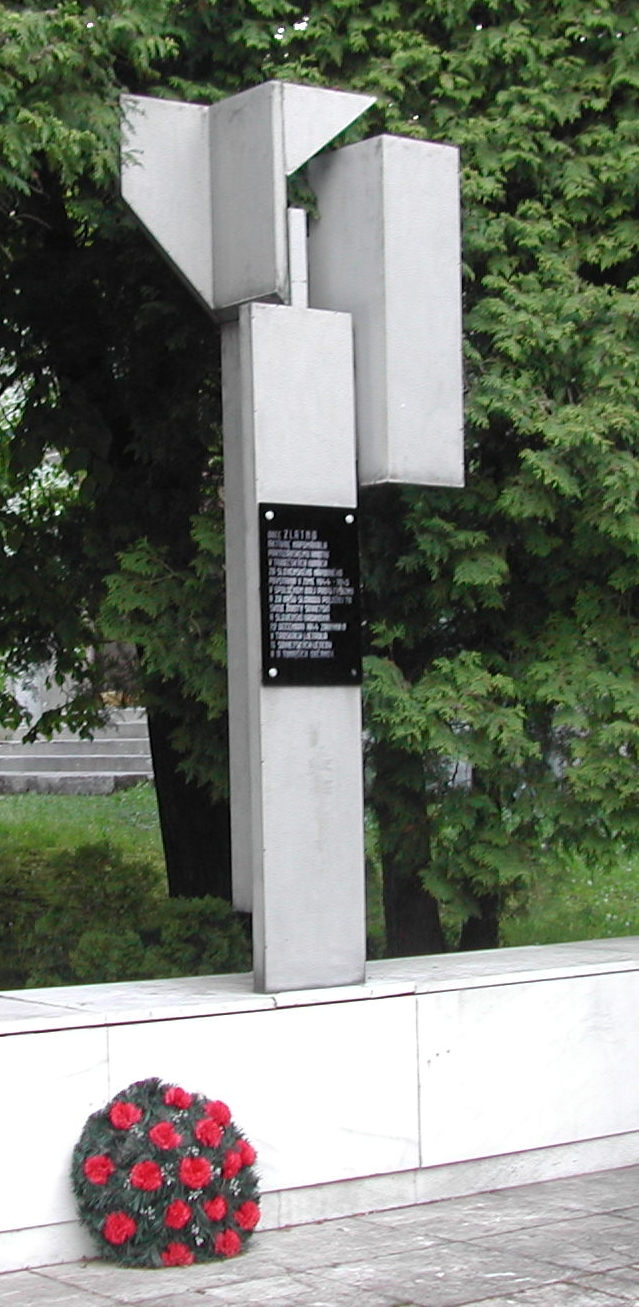
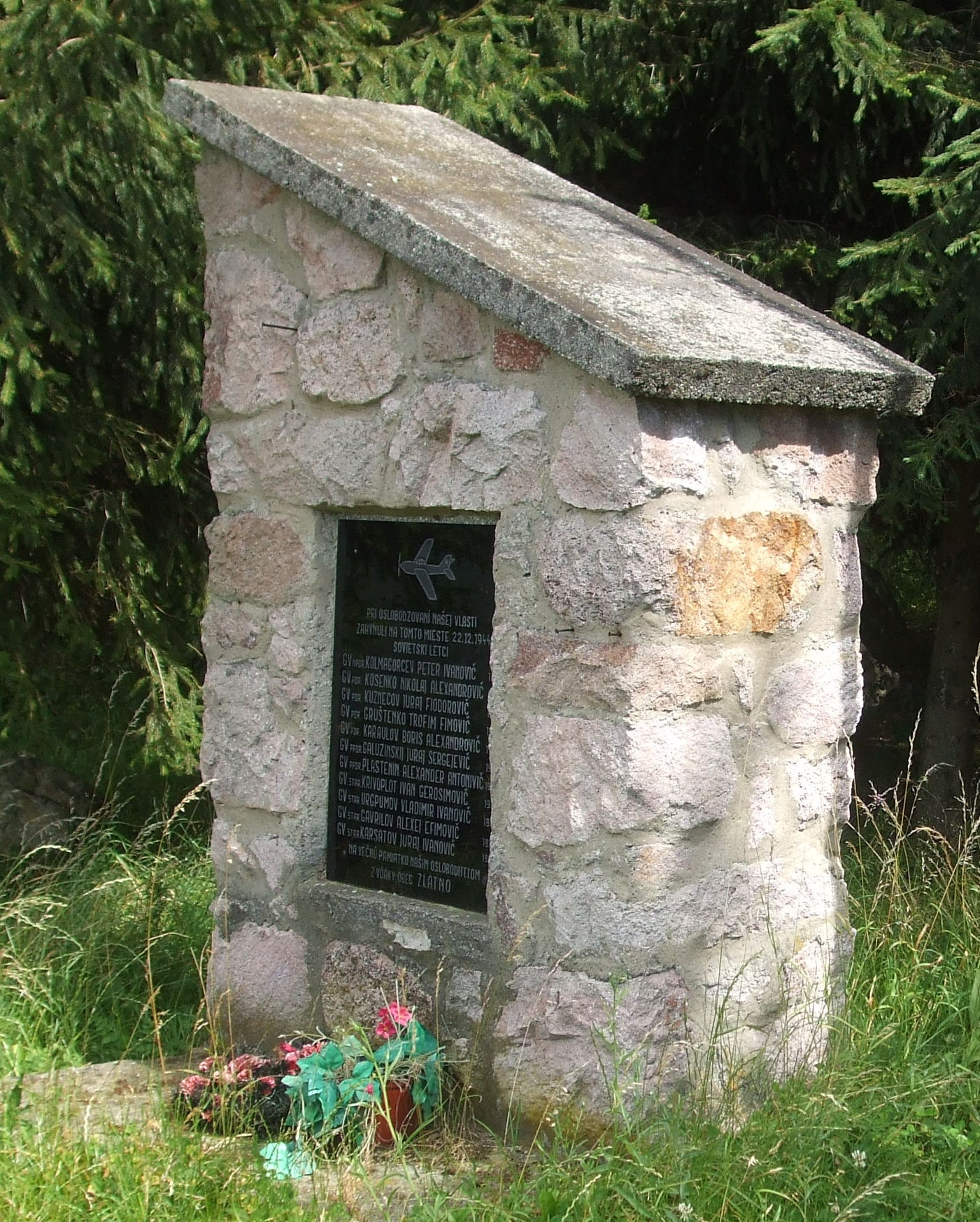

## Demografia
| Godina             | 1994 | 2004    | 2014    | 2024    |
| ------------------ | ---- | ------- | ------- | ------- |
| Nombre de persones | 289  | 254     | 225     | 200     |
| Diferència         |      | −12,11% | −11,41% | −11,11% |

| Godina             | 2023 | 2024   |
| ------------------ | ---- | ------ |
| Nombre de persones | 190  | 200    |
| Diferència         |      | +5,26% |